# La Ronde (film, 1950)
Pour les articles homonymes, voir La Ronde.
Pour plus de détails, voir Fiche technique et Distribution.
La Ronde est un film français réalisé par Max Ophüls en 1950. Le scénario du film est tiré de La Ronde, une pièce de théâtre de l'écrivain autrichien Arthur Schnitzler.

## Synopsis
Un narrateur, le « meneur de jeu », présente une série d'histoires tournant autour de rencontres amoureuses ou « galantes ». La « ronde » passe de la prostituée au soldat, du soldat à la femme de chambre, de la femme de chambre au fils de famille, de celui-ci à Emma, la dame mariée, d'Emma à Charles son mari, de Charles à la grisette Anna qui tend la main au poète, qui l'abandonne pour la comédienne qui ne résiste pas au comte, lequel, retournant s'encanailler avec la prostituée, boucle le cercle.

## Fiche technique
- Réalisation : Max Ophüls
- Scénario : D'après la pièce La Ronde de l'Autrichien Arthur Schnitzler
- Adaptation : Jacques Natanson, Max Ophüls
- Dialogue : Jacques Natanson
- Assistant réalisateur : Paul Feyder, Tony Aboyantz
- Images : Christian Matras
- Son : Pierre Calvet
- Décors : Jean d'Eaubonne, assisté de Fred Marpaux et Marc Frédérix
- Montage : Leonide Azar, assisté de Suzanne Rondeau
- Opérateur : Alain Douarinou, assisté de Ernest Bourreaud
- Musique : Oscar Straus, adaptation musicale Joe Hajos, (éditions Choudens)
- Compositeur : Louis Ducreux
- Costumes : Georges Annenkov, exécutés par Marie Gromtseff (= Grontzeff)
- Script-girl : Lucie Lichtig
- Maquillage : Carmen Brelle
- Secrétaire de production : Noëlle Mouton
- Régie générale : Renée Bardon
- Ensemblier : Charles Mérangel et Henri Vergne
- Photographe de plateau : Jean-François Clair et Sam Levin
- Production : Serge Gordine
- Directeur de production : Ralph Baum
- Directeur administratif : Grégoire Geftman
- Société de distribution : Svanfilm
- Langue : Français
- Tournage à "Franstudio" de Saint-Maurice
- Tirage : Laboratoire Lianofilm - Système sonore R.C.A
- Genre : Comédie dramatique
- Pellicule 35 mm, noir et blanc
- Format : 1 x 1.37
- Durée : 110 minutes, puis 93 min
- Première présentation le 16/6/1950, Paris (Palais de Chaillot)
  - France : 27 septembre 1950 (Paris)
  - États-Unis : 16 mars 1954
- Affiches : Michel Gérard, Marcel Jeanne (France)

## Distribution
- Anton Walbrook : le meneur de jeu
- Simone Signoret : Léocadie, la fille prostituée
- Serge Reggiani : le soldat Franz
- Simone Simon : Marie, la femme de chambre
- Daniel Gélin : Alfred, le jeune homme
- Danielle Darrieux : Emma Breitkopf, la femme mariée
- Fernand Gravey : le baron Charles Breitkopf, marié à Emma Breitkopf
- Odette Joyeux : Anna, la grisette
- Jean-Louis Barrault : Robert Kühlenkampf, le poète
- Isa Miranda : Charlotte, la comédienne
- Gérard Philipe : le comte
- Robert Vattier : le professeur Schüller
- Jean Clarieux : le brigadier
- Marcel Mérovée : Toni
- Charles Vissières : le concierge du théâtre
- Jean Ozenne
- Jean Landier
- René Marjac
- Jacques Vertan

## Distinctions
- BAFTA du meilleur film en 1952.

## Critique
« Cette valse désenchantée, que Max Ophüls avait dû amputer de vingt minutes pour rassurer les puritains, connut un triomphe public malgré une violente campagne de dénigrement de la part de la critique. On reprochait à ce moraliste baroque d’avoir dressé un inventaire des diverses formes de libertinage et des amours illégitimes. Rien de scabreux pourtant, et pas une scène polissonne dans ce défilé virtuose de scènes d’alcôves. Le propos est amer, tragique, juste un rien teinté du cynisme cruel de Schnitzler, dont il s’inspire. Max Ophüls dresse un constat d’une infinie tristesse sous l’apparence frivole d’une fresque sur les discours et les comportements amoureux : le bonheur n’existe pas. Ce qu’il peint, fataliste, c’est l’impossibilité d’éterniser les élans les plus purs, le désespoir du sentiment amoureux bafoué par la fièvre du désir, la pureté piétinée par les rencontres éphémères, la blessure secrète de l’âme face à l’infidélité des ivresses. Le temps, implacable, ronge l’amour, oublie le don, attise le vertige des conquêtes, refroidit les cœurs. Cette frénésie désespérante et désespérée des « ruses, mensonges et périls constants » qui tissent la lutte des sexes, cette sinistre sarabande de femmes et d’hommes abusés par la comédie du plaisir est magistralement mise en scène. Les arabesques sensuelles de la caméra font partie du sujet du film : danse, transes et vertiges. »
— Jean-Luc Douin, Télérama N° 2308 – 6 avril 1994

## Sortie vidéo
Le film sort avec un nouveau master HD en DVD et Blu-ray le 19 février 2020, édité par Calotta Films. En bonus, l'édition inclut une bande-annonce version 2017 du film.